# Sawtry
Sawtry è un paese di 5 000 abitanti della contea del Cambridgeshire, in Inghilterra.